# Juniel
Juniel, pseudonimo di Choi Jun-hee (주니엘?; 3 settembre 1992), è una cantautrice sudcoreana.
Ha iniziato la propria carriera in Giappone prima di debuttare in patria.

## Discografia

### In giapponese

#### Album studio
- 2013 – Juni

#### EP
- 2011 – Ready Go
- 2011 – Dream & Hope

### Discografia coreana

#### EP
- 2012 – My First June
- 2012 – 1&1
- 2013 – Fall in L

## Riconoscimenti
- 2010: Japan Niji Iro Supernova
- 2012: Cyworld Digital Music Awards "Rookie of the Month" (June) (Fool)
- 2012: Korean Entertainment Arts Awards	"Rookie Singer Award"
- 2012: Golden Disk Awards "New Rising Star Award"